# Georg Nicklas
Georg Nicklas (* um 1950) ist ein ehemaliger deutscher Tischtennisspieler mit aktiver Zeit in den 1970er Jahren. Bei Deutschen Meisterschaften gewann er zwei Mal Bronze im Doppel. Als Unternehmer gründete er die Sportfirmen DONIC und ESN.

## Tischtennis-Laufbahn
Georg Nicklas begann seine aktive Laufbahn beim KTV 46 Karlsruhe, am Ort seines Studiums. Nächste Stationen waren die Vereine ATSV Saarbrücken, 1. FC Saarbrücken (ab 1970), Borussia Düsseldorf, VfB Altena (ab 1976) und TTC Jülich. Mit dem Team des 1. FC Saarbrücken stieg er 1973 in die Bundesliga auf. Zweimal wurde er Saarlandmeister, 1968 im Mixed mit Inge Welter und 1972 im Doppel mit Horst Groß.
Sein Interesse galt den Tischtennisartikeln, insbesondere den Materialien des Tischtennisschlägers. Als einer der ersten Bundesligaspieler benutzte er 1975 auf einer Schlägerseite einen Belag mit langen Noppen. Er galt als „einer der innovativsten Materialexperten im Tischtennis“. Oft spielte Nicklas Doppel mit dem Abwehrspieler Engelbert Hüging, der ebenfalls einen Schläger nutzte, der auf  einer Seite mit einem Langnoppenbelag versehen war. Mit Hüging gewann Nicklas bei den Deutschen Meisterschaften 1978 und 1979 Bronze im Doppel.

## Beruflicher Werdegang
Georg Nicklas studierte von 1968 bis 1973 Chemieingenieurwesen an der TU Karlsruhe. An der Universität Saarbrücken promovierte als Dr. rer. nat. (Physik, Mechanik). 1978 gründete er in Köln die Firma DONIC, ein Akronym aus DOktor NICklas. Die Firma vertrieb Tischtennis-Zubehör. 1984 verkaufte er die Firma an die Familie Schreiner. 1991 gründete er die ESN Deutsche Tischtennis Technologie GmbH, welche vor allem Schlägerbeläge entwickelte. 2017 wurde er Mitglied des Aufsichtsrates. 2016 rief er die gemeinnützige Stiftung ins Leben. Diese fördert die Karriere von jungen Tischtennistalenten.